# Joventut (pel·lícula de 2017)
Joventut (títol original en xinès, 芳华; Pinyin: Fānghuá; títol internacional en anglès; Youth) és una pel·lícula xinesa del 2017 dirigida per Feng Xiaogang i escrita per Geling Yan. Es va projectar a la secció Presentacions especials del Festival Internacional de Cinema de Toronto de 2017. Va ser estrenada a la Xina el 15 de desembre de 2017, sent la sisena pel·lícula nacional més taquillera del 2017 a la Xina.

## Sinopsi
La pel·lícula narra la vida d'un grup de joves idealistes en un regiment d'art militar de l'Exèrcit Popular d'Alliberament durant l'època de la Revolució Cultural.
A través de la narració de Xiao Suizi i el seguiment de la vida dels personatges, la pel·lícula tracta temes com l'amor, el desamor, la traïció i l'amistat.
Uns anys després, alguns dels personatges de la pel·lícula es veuen involucrats en la guerra Sino-vietnamita de 1979. Un cop acabada la guerra, la pel·lícula mostra les vides i dificultats dels personatges a la Xina de l'era de la reforma econòmica.

## Repartiment
- Huang Xuan (黄轩) com a Liu Feng (刘峰)
- Miao Miao (苗苗) com a He Xiaoping (何小萍)
- Zhong Chuxi (钟楚曦) com Xiao Suizi (萧穗子)
- Yang Caiyu (杨采钰) com Lin Dingding (林丁丁)
- Li Xiaofeng (李晓峰) com a Hao Shuwen (郝淑雯)
- Wang Tianchen (王天辰) com a Chen Can (陈灿)
- Wang Keru (王可如) com a Xiao Balei (小芭蕾)
- Su Yan (苏岩) com a professora de dansa
- Zhao Lixin (赵立新) com a comissari
- Sui Yuan (隋源) com a Zhuoma (卓玛)
- Zhang Renbo (张仁博) com a Zhu Ke (朱克)

- Zhou Fang (周放) com a infermera en cap
- Xue Qi (薛祺) com a secretari Wu (吴干事)
- Yang Shuo (杨烁) com a cap militar
- Tao Hai (陶海) com a psiquiatra

## Premis i nominacions
- Asian Film Awards 2018: Millor Pel·lícula i millor director.[4]